# Atollo Saint François
L'atollo Saint François è un atollo dell'Oceano Indiano che fa parte dell'arcipelago delle Seychelles. Si tratta di uno dei due atolli, insieme ad Alphonse, compresi nel gruppo delle Alphonse, a sua volta riconducibile al gruppo delle Isole Esterne.